# Смилянский, Игорь Ефимович
Игорь Ефимович Смилянский (род. 6 октября 1975, Белгород-Днестровский, Одесская обл.) — украинский топ-менеджер, с 2016 года генеральный директор Укрпочты.

## Биография
Родился 6 октября 1975 года в Белгороде-Днестровском. Окончил Белгород-Днестровскую общеобразовательную школу № 1. В 1992 году поступил в Одесский государственный экономический университет на факультет международного маркетинга, где проучился три года.
В 1995 году вместе с родителями переехал в США и получил американское гражданство .
В 1999 году окончил Школу бизнеса Университета Пэйс (Нью-Йорк) по специальности бухгалтер-аудитор. В мае 2005 года окончил с отличием Школу бизнеса Джорджтаунского университета, где получил степень магистра делового администрирования. Впоследствии получил юридическое образование в Школе права Университета Джорджа Вашингтона .
Работал бухгалтером в Cantor Fitzgerald LP (1998—1999), впоследствии старшим специалистом по налогообложению в KPMG (1999—2001), City Bank, различных юридических компаниях. С сентября 2005 по январь 2008 года Смилянский работал в The Boston Consulting Group на должности старшего консультанта и менеджера проектов в Украине и России.
В 2008 году работал в Промсвязьбанке в должности директора по интеграции активов. В 2010—2011 годах руководил слиянием и поглощением банком ПУМБ «Донгорбанка», а в 2014 году — слиянием ПУМБ с банком «Ренессанс Капитал». С января 2012 по декабрь 2014 года — консультант в московском офисе The Boston Consulting Group. Впоследствии 2015 возвращается в Нью-Йорк и снова устраивается в аудиторской компании KPMG.
1 июля 2016 назначен генеральным директором Укрпочты, а 17 августа 2018 с ним подписан новый трехлетний контракт на эту должность .
Член Наблюдательного совета Государственного концерна «Укроборонпром» (с 7 октября 2019 года).
В июне 2021 года Наблюдательный совет Укрпочты продлил полномочия Смелянского в должности руководителя Укрпочты до 30 июня 2023 года.

## Награды
- Орден «За заслуги» III ст. (23 августа 2022)  — за значительные заслуги в укреплении украинской государственности, мужество и самоотверженность, проявленные в защите суверенитета и территориальной целостности Украины, личный вклад в развитие различных сфер общественной жизни, отстаивание национальных интересов нашего государства, добросовестное исполнение профессионального долга .[7]